# Estación de Huelva-Mercancías
Huelva-Mercancías, anteriormente denominada Huelva-Cargas, es una terminal logística ferroviaria situada en el municipio español de Huelva y dedicada exclusivamente al tráfico de mercancías. Las instalaciones, que forman parte de la red de Adif, constituyen también un nudo ferroviario en el que se bifurcan las líneas de ancho ibérico Sevilla-Huelva y Zafra-Huelva. El complejo también acoge una base de asistencia y unos talleres de Renfe Integria.

## Situación Ferroviaria
La estación, situada a 6,66 metros de altitud, forma parte del trazado de las siguientes líneas férreas:
- Línea férrea de ancho ibérico Sevilla-Huelva, punto kilométrico 104,7.[2]
- Línea férrea de ancho ibérico Zafra-Huelva, punto kilométrico 180,7.[3]

## Historia
En 1976 se produjo la clausura de la estación de Huelva-Odiel, la histórica terminal de la línea Zafra-Huelva, lo que supuso el desmantelamiento de todas las instalaciones ferroviarias de la zona. También entró en servicio la denominada «Variante de Peguerillas» de la línea Zafra-Huelva, que llegaba a la parte oriental de la capital y enlazaba con la línea Sevilla-Huelva. En el punto de bifurcación RENFE levantó una estación de mercancías. Las nuevas instalaciones de Huelva-Mercancías estaban llamadas a asumir las funciones que hasta entonces había ejercido Huelva-Odiel y concentrar todo el movimiento procedente tanto del Polo Químico como del puerto de Huelva. En 2005, con la división de RENFE en Renfe Operadora y Adif, las instalaciones pasaron a depender de esta última.

## Instalaciones
El complejo de Huelva-Mercancías ocupa un gran espacio desplegado en paralelo a la línea Sevilla-Huelva, con una superficie de 15 hectáreas. Las instalaciones disponen de una amplia playa de vías —un total de 22— con una longitud variable, que oscila entre los 600 y 1500 metros. En sus vías se realizan labores de clasificación de los trenes procedentes del puerto y Polo Químico. Las instalaciones se ven completadas con la existencia de un taller para el mantenimiento de locomotoras de automotores.